# Лембен
Лембен (фр. Lumbin) — коммуна во Франции, находится в регионе Рона — Альпы. Департамент коммуны — Изер. Входит в состав кантона Муаян Грезиводан. Округ коммуны — Гренобль.
Код INSEE коммуны — 38214. Население коммуны на 2012 год составляло 2080 человек. Населённый пункт находится на высоте от 222 до 880 метров над уровнем моря. Муниципалитет расположен на расстоянии около 480 км юго-восточнее Парижа, 100 км юго-восточнее Лиона, 20 км северо-восточнее Гренобля. Мэр коммуны — Pierre Forte, мандат действует на протяжении 2014—2020 гг.
Динамика населения (INSEE):

## Города-побратимы
- Випава, Словения (2005)